# Kastelen van Bellinzona
De drie kastelen, stadsmuur en binnenstad van Bellinzona vormen samen een van de elf Zwitserse werelderfgoederen op de Werelderfgoedlijst van UNESCO. Bellinzona ligt in het Italiaanstalige kanton Ticino.
Het werelderfgoed van Bellinzona bestaat uit een aantal versterkingen rondom de burcht van Castelgrande, die op een rots staat en uitkijkt over de hele vallei van de rivier de Ticino. Castelgrande is gebouwd in de 10e eeuw en is het grootste van de drie kastelen. Er zijn twee markante torens in het kasteel, de witte en de zwarte toren. Vanuit het kasteel lopen versterkte muren ter bescherming van de binnenstad.
Het tweede kasteel, Montebello, is opgenomen in de verdedigingsmuur. Deze vesting stamt uit het einde van de 13e eeuw met uitbreidingen in het midden van de 14e eeuw en aan het einde van de 15e eeuw. De verdedigingsmuur is rond 1480 gebouwd, en daarvan staat nog ongeveer 2/3 deel overeind.
De derde burcht, Sasso Corbaro, ligt geïsoleerd op een rots ten zuidoosten van de andere versterkingen. Ze is gebouwd aan het einde van de 15e eeuw.
In tegenstelling tot andere vergelijkbare monumenten in Europa zijn de kastelen van Bellinzona bijna volledig in originele staat gebleven, doordat kanton Ticino deel is geworden van het Zwitsers Eedgenootschap, en sindsdien slechts vrede heeft gekend. Daardoor was uitbreiding of verbouwing van de muur ter bescherming van de stad niet meer nodig.
Op basis van criterium IV: Het is een uitstekend voorbeeld van een laatmiddeleeuws gebouwencomplex, dat een strategische pas en toegang tot de Alpen heeft bewaakt, is het door de UNESCO opgenomen in 2000 als monument in de werelderfgoedlijst.

## Externe links

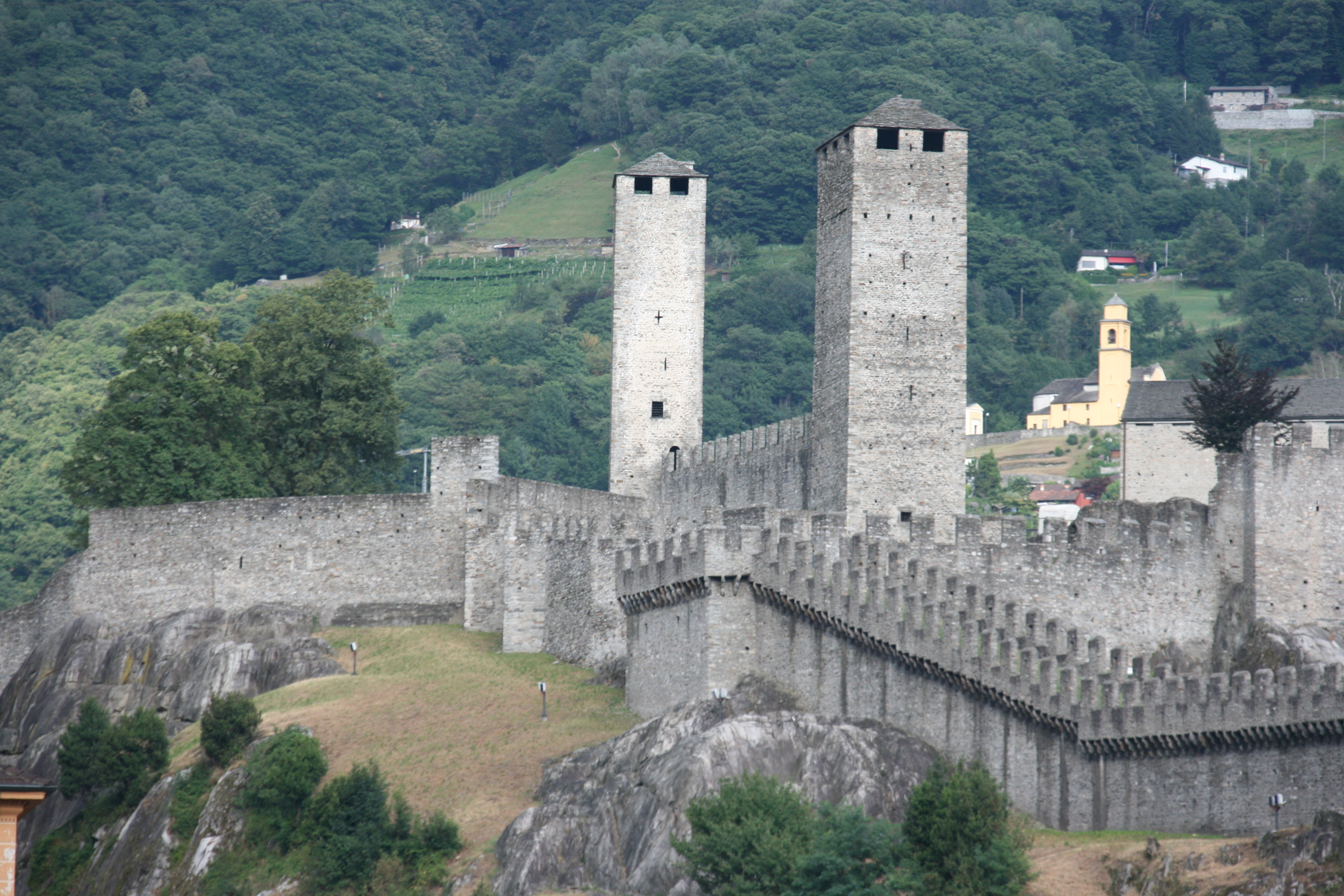
Twee wachttorens bij de muren van Bellinzona
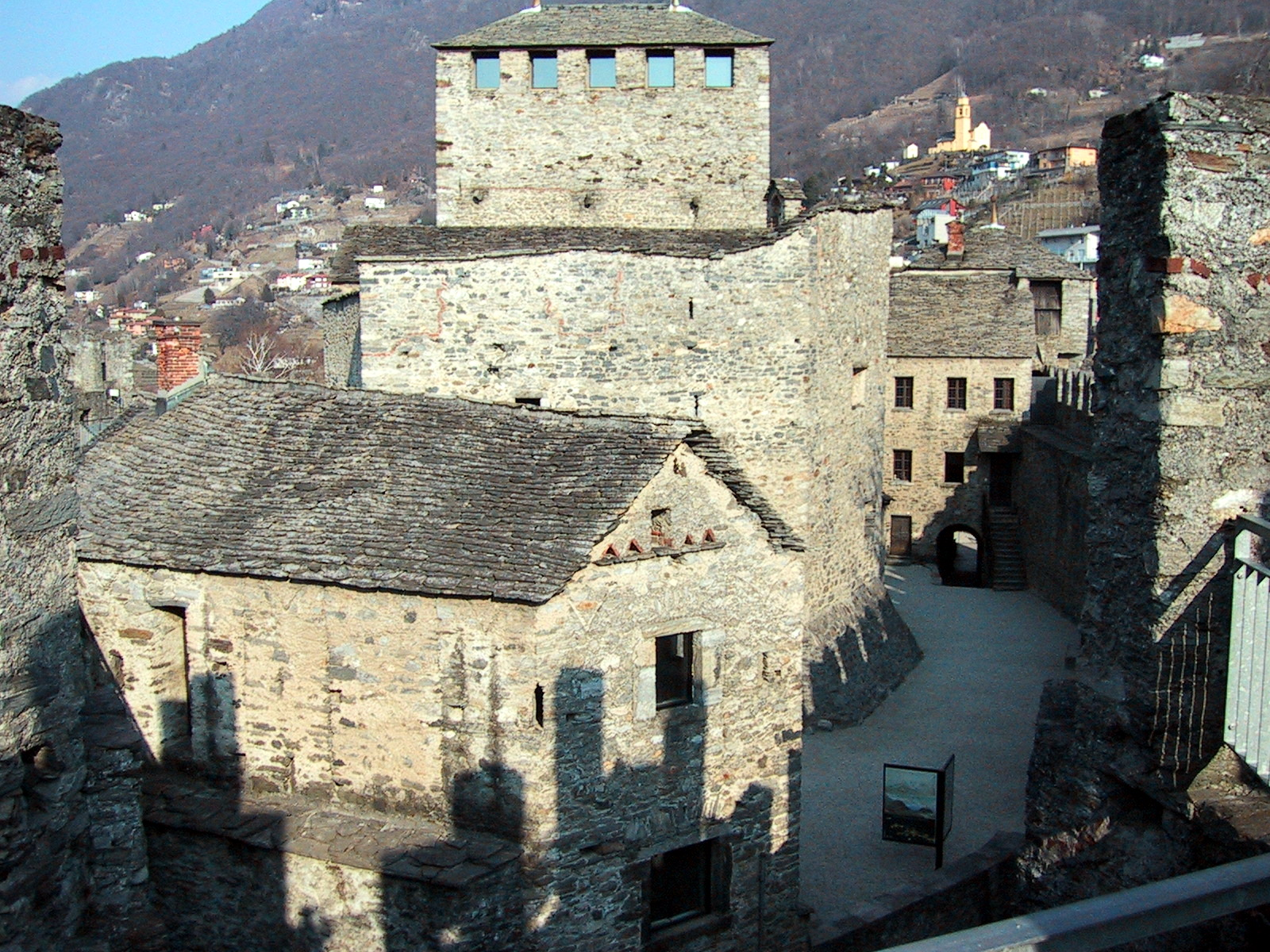
Montebello
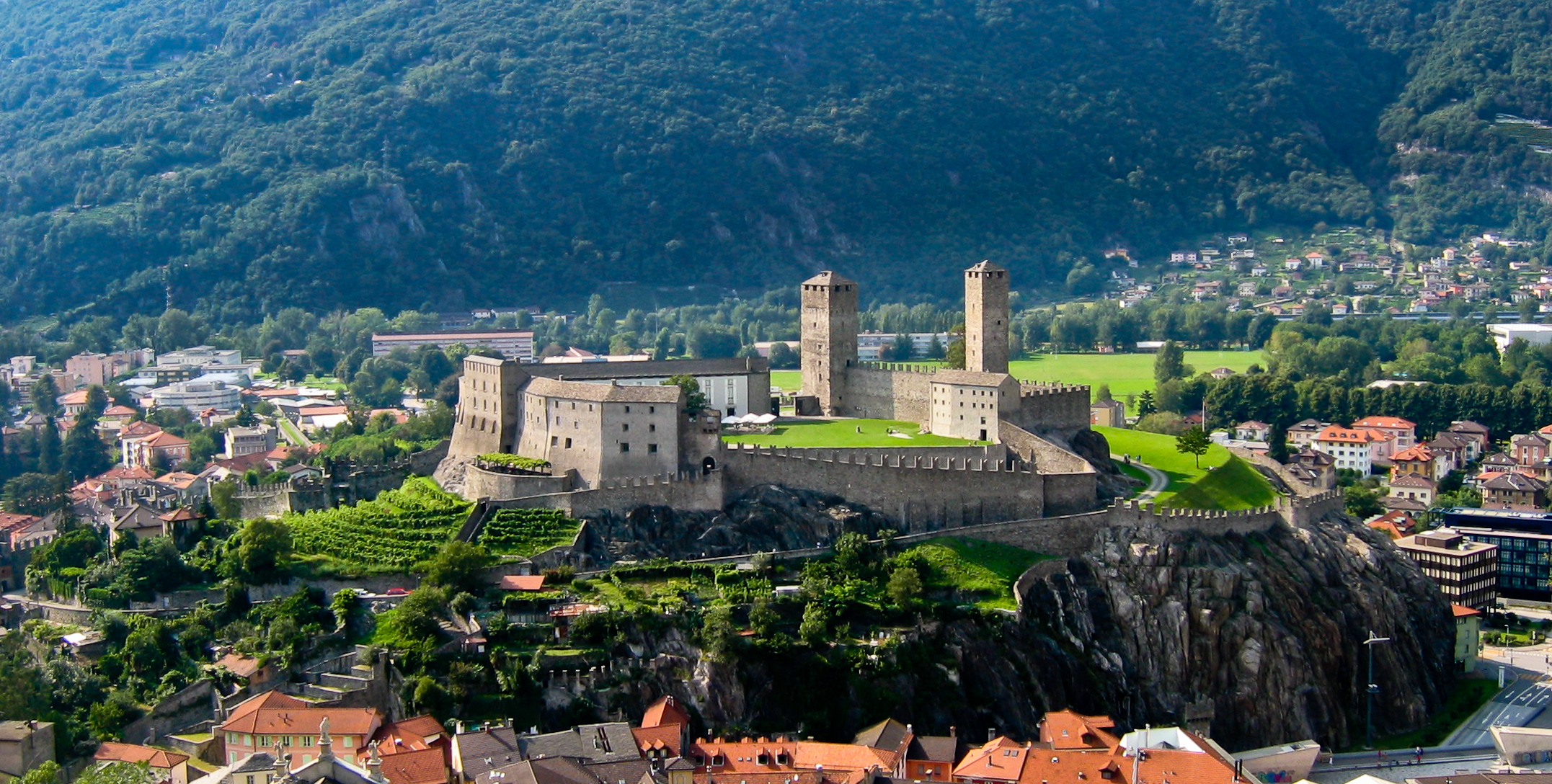
Castelgrande
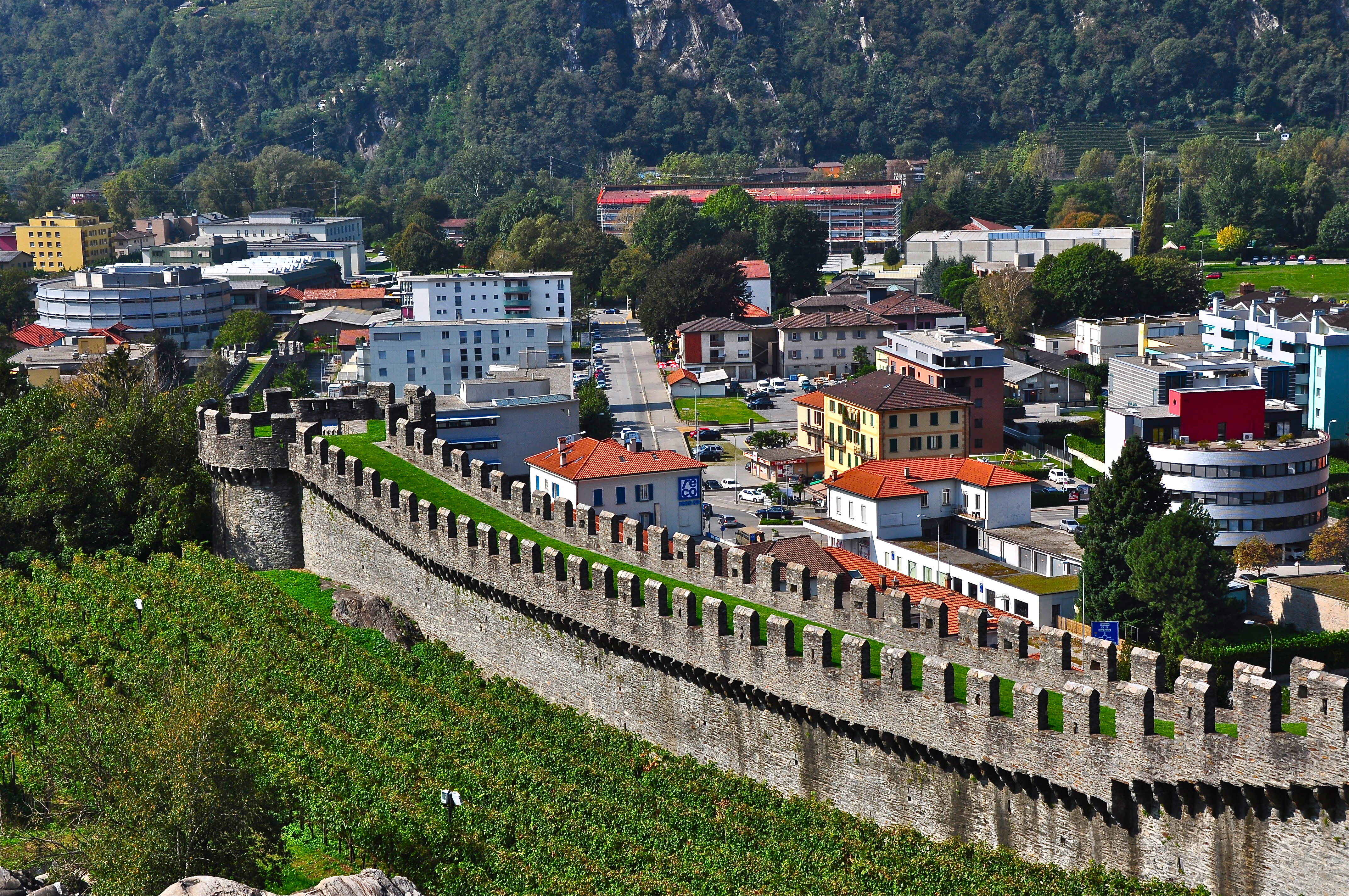
Muur van Castelgrande
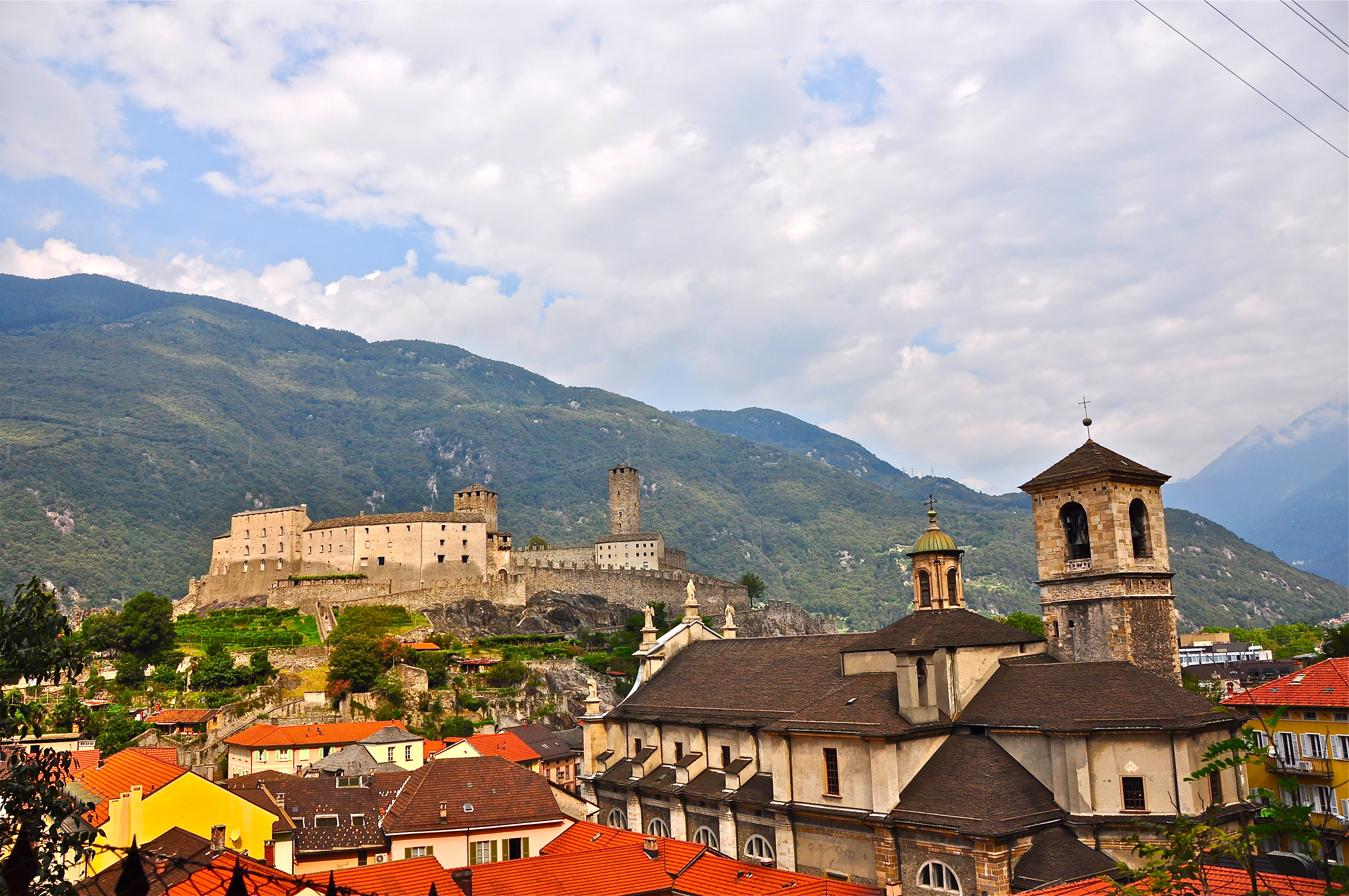
Burcht met op de achtergrond de Alpen
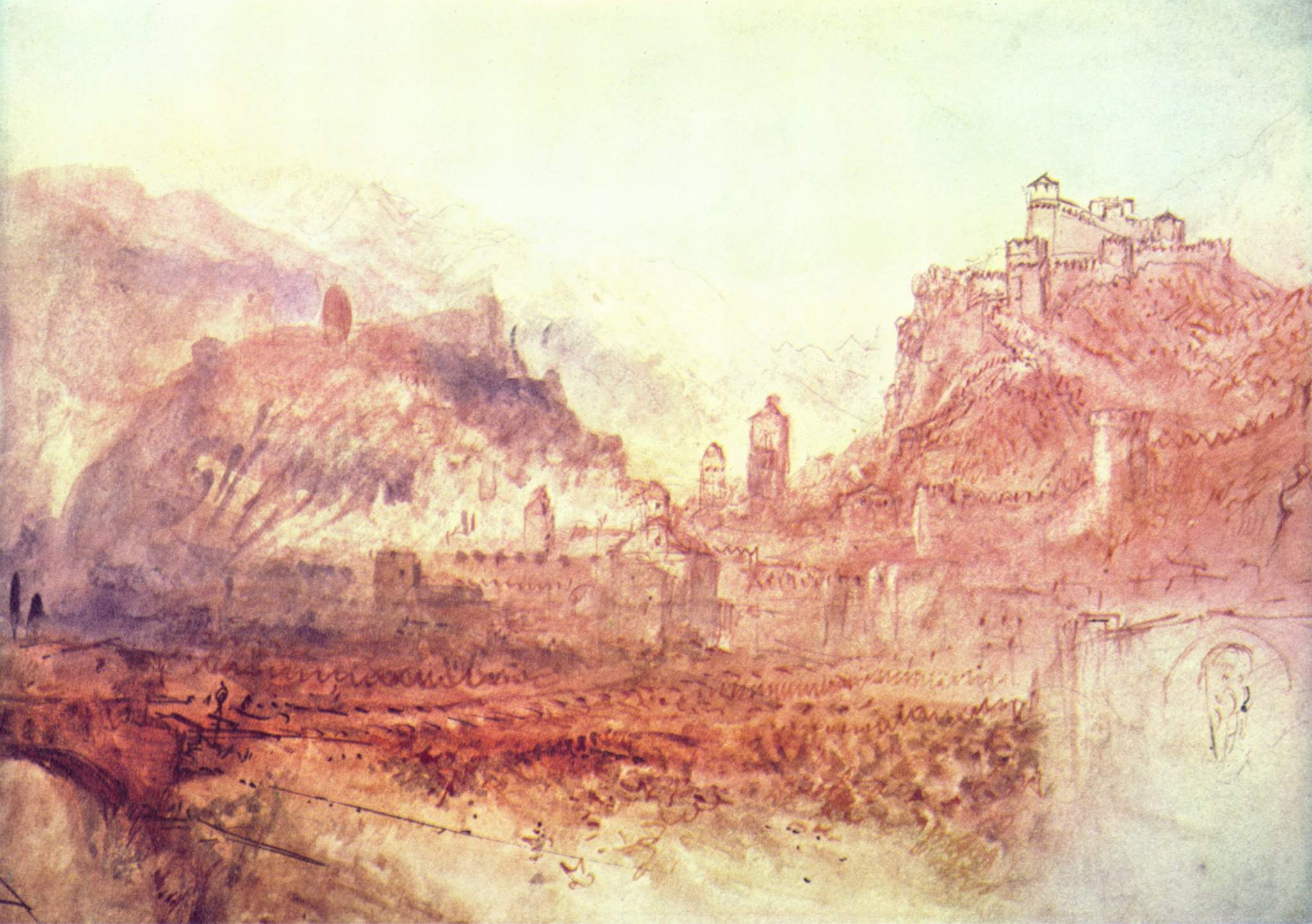
Bellinzona vanuit het zuiden, door William Turner